# Mária Gulácsy
Mária Gulácsy-Jármy (* 27. April 1941 in Beregszász; † 13. April 2015 in Budapest) war eine ungarische Florettfechterin.

## Leben
Mária Gulácsys Familie zog nach Budapest, nachdem ihre Geburtsstadt Beregszász Anfang 1946 Teil der Sowjetunion geworden war. Sie begann 1957 mit dem Fechten und gehörte von 1962 bis 1968 zur Nationalmannschaft. Gulácsy wurde 1962 in Buenos Aires und 1967 in Montreal mit der Mannschaft Weltmeister. Zudem erreichte sie mit ihr 1966 in Moskau den zweiten Rang. Bei den Olympischen Spielen 1968 in Mexiko-Stadt erreichte sie mit der ungarischen Equipe das Finale gegen die Sowjetunion, der sie mit 3:9 unterlegen war. Gemeinsam mit Lídia Dömölky-Sákovics, Ildikó Bóbis, Paula Marosi und Ildikó Ujlakiné-Rejtő gewann sie damit die Silbermedaille. 1972 beendete sie ihre Karriere.
Bis zu ihrem Ruhestand 1996 arbeitete sie in Budapest als Grammatik-Lehrerin.